# Projekt Desertec
Projekt Desertec je planirani projekt kojim bi se 17 000 četvornih kilometara Sahare i bliskoistočnih pustinja pokrilo paraboličnim kolektorima za potrebe proizvodnje električne energije u sunčevim termoelektranama, a sve kako bi Europska unija do 2050. iz obnovljivih izvora energije pokrivao 15% potreba za električnom energijom. Proizvodnja bi započela puno prije, te bi rasla kako bi se izgradio koji dio projekta. Računica je jednostavna. Pustinje sjeverne Afrike i Bliskog istoka godišnje obasja 630 000 TWh Sunčeve energije, a Europska unija godišnje potroši 4 000 TWh električne energije. Ako se zauzda energija Sunca na samo 0,6% površine tih pustinja, Europska unija bi riješila sve svoje energetske potrebe.
Projekt Desertec je najveća udruga za korištenje Sunčeve energije u svijetu, vrijedi 400 milijardi eura, a njemačka vlada Angele Merkel obećava mu jamstva za kredite u pohodu na Sjevernu Afriku. Njemačka je postala vodeća zemlja u iskorištavanju Sunčeve energije. Rainer Brüderle, liberal i ministar za gospodarstvo u vladi Angele Merkel, objelodanio je da će njegova vlada financijski podupirati 20 njemačkih korporacijskih divova u pripremi projekta Desertec i davati im jamstva pri traženju kredita nužnih za troškove gradnje od 400 milijardi eura.
Projekt od 15% pustinjske električne energije za Europsku uniju više i ne djeluje nemoguće ambiciozan, a to su shvatile i njemačke kompanije Munich Re, koja vodi projekt, Deutsche Bank, Siemens, švicarski ABB, E.ON, RWE, Cevital, HSH Nordbank i drugi. Tehnologija je krajnje jednostavna: u sunčevim elektranama u pustinjama Kalifornije i Nevade primjenjuje se od sredine 1980-ih. Prvi korak projekta predviđa izgradnju golemih sunčevih polja na zapadu saharske pustinje, korištenjem CPS tehnologije (Sunčeva koncentrirana snaga): parabolična zrcala usredotočuju sunčeve zrake na spremnike vode, koja postaje pregrijana para i pokreće parne turbine, koje električnu struju proizvode 24 sata na dan, 7 dana u tjednu, 365 dana godišnje. Struja će se u Europu prenositi visokotehnološkim kabelima, uz iznimno mali gubitak u prijenosu.
Predviđa se da će sva dokumentacija biti gotova do 2012., kada će se ugovori ponuditi na potpisivanje zemljama na čijem bi se teritoriju trebali graditi sunčevi pogoni: Maroko, Alžir, Tunis, Libija, Egipat, te u nekim bliskoistočnim zemljama. U zamjenu za beskorisna pustinjska zemljišta ponudit će im se goleme količine besplatne električne energije, što znači i gospodarski rast. Razlog za vjerovanje da će se ponuđeno prihvatiti su i procjene da će se nestašica pitke vode u sjevernoafričkim zemljama do 2050. utrostručiti. U tom slučaju jedina opcija ostaje odsoljavanje morske vode(desalinizacija), za što je nužna – energija. Jedini razlog zašto već nije došlo do procvata u iskorištavanju Sunčeve energije relativno je jeftina nafta, što se mijenja te se predviđa da će se cijena energije iz fosilnih goriva (na zalasku) i one Sunčeve energije izjednačiti do 2020.
Projekt Desertec se najviše kritizira zbog političke nestabilnosti u regiji, primjerice spora Maroka i Alžira o marokanskoj okupaciji zapadne Sahare, zbog korumpiranosti nekih režima, te opasnosti od političke ovisnosti država Sjeverne Afrike i Bliskog istoka o EU. No, riječ je o problemima koji bi postojali i koje bi trebalo rješavati i bez Deserteca, a Njemačka u međuvremenu nastavlja otvarati prostor svojim tvrtkama. Procjenjuje se da će gradnja pogona stajati 350 milijardi eura, te da će još 50 milijardi koštati dalekovod kojim će se električna energija iz pustinja dopremati u Europu.

## Ostvarenje projekta

### Projekt Desertec u Maroku
U međuvremenu povučen je i prvi konkretan potez. Kraljevina Maroko ima i osmišljene projekte i već je raspisala natječaj za izgradnju sunčeve elektrane u gradu Ouarzazate, gdje će parabolična zrcala zauzeti prostor od 12 četvornih kilometara. Udruga Desertec planira izgraditi elektranu, koja će proizvoditi električnu struju i grijati vodu. Najkasnije za 5 godina radovi bi trebali biti gotovi (2017.), a elektrana snage 500 MW puštena u pogon. Trećina proizvedene struje trebala bi ostati u Maroku, a dvije trećine bile bi isporučene Europi. Njemačka bi također trebala sudjelovati u tom projektu.

### Projekt Desertec u Tunisu
U Tunisu se započinje s projektom pod nazivom TuNur. Koristeći tisuće zrcala koja će pratiti tunisko Sunce i koristiti njegovu toplinu za proizvodnju električne energije, Sunčeva termoelektrana TuNur će na kraju proizvoditi 2 GW struje, otprilike dvostruko više od prosječne nuklearne elektrane. Projekt razvija tvrtka Nur Energie i njezini tuniski partneri, predvođeni tvrtkom Top Oilfield Services, a plan obuhvaća izgradnju u nekoliko koraka. Početak prvog koraka se očekuje 2014., a prvi izvoz električne energije u Europu do 2016., putem novog dalekovoda prema Italiji. Projekt je osmišljen tako da se smanji potreba za vodom na minimum pomoću suhog, zračnog sustava hlađenja.

## Vanjske poveznice
- | Logotip Zajedničkog poslužitelja | Zajednički poslužitelj ima još gradiva o temi Projekt Desertec |
- DESERTEC Foundation  Arhivirana inačica izvorne stranice od 5. srpnja 2015. (Wayback Machine)